# Исламова, Рахима Джавбуриевна
Рахима Джавбуриевна Исламова — советский хозяйственный деятель, Герой Социалистического Труда.

## Биография
Родилась в 1917 году в кишлаке Алиджан. Член КПСС.
Репрессирована, осуждена на 8 лет, сослана в Ухтижемлаг, освобождена в 1942 году.
В 1942—1947 — председатель Сарай-Курганского кишлачного Совета Катта-Курганского района Самаркандской области Узбекской ССР.
В 1947—1973 — председатель колхоза имени Крупской Катта-Курганского района Самаркандской области Узбекской ССР.
В 1973—1975 — профсоюзный работник в Самаркандской области Узбекской ССР.
Указом Президиума Верховного Совета СССР от 7 марта 1960 года присвоено звание Героя Социалистического Труда с вручением ордена Ленина и золотой медали «Серп и Молот».
Делегат XXII съезда КПСС.
Умерла после 1975 года в Самаркандской области.

## Награды и звания
- Герой Социалистического Труда (07.03.1960)
- Орден Ленина (11.01.1957, 07.03.1960)
- Медаль За трудовую доблесть (23.01.1946, 07.05.1951)
- Медаль За трудовое отличие (01.03.1965)